# Amadeus Sögaard
Joseph Amadeus Sögaard, född 26 januari 1998 i Uppsala-Näs församling, Uppsala län, är en svensk fotbollsspelare som spelar för IFK Norrköping.

## Karriär
Sögaards moderklubb är IF Brommapojkarna. I november 2017 värvades Sögaard av IK Frej, där han skrev på ett tvåårskontrakt. Sögaard gjorde sin Superettan-debut den 2 april 2018 i en 2–2-match mot Norrby IF, där han blev inbytt i den 49:e minuten mot Jakob Glasberg.
I juni 2018 lånades Sögaard ut till Assyriska FF genom ett samarbetsavtal mellan Assyriska och Frej. I december 2019 återvände han till IF Brommapojkarna. I december 2021 förlängde Sögaard sitt kontrakt i klubben med två år.
I januari 2024 värvades Sögaard av IFK Norrköping, där han skrev på ett kontrakt fram över säsongen 2025.

## Familj
Amadeus Sögaard är son till sångerskan Carola Häggkvist och predikanten Runar Søgaard. År 2025 gifte han sig med Matilda Linderoth.